# Cliffortia filifolia
Cliffortia filifolia là loài thực vật có hoa trong họ Hoa hồng. Loài này được L. f. mô tả khoa học đầu tiên.